# Уханов, Владимир Иванович
Владимир Иванович Уханов — советский хозяйственный и государственный деятель, лауреат Государственной премии СССР за выдающиеся достижения в труде.

## Биография
Родился в 1939 году в селе Танеевка. Член КПСС.
В 1962—1999 годах — слесарь-инструментальщик, бригадир комплексной бригады слесарей-инструментальщиков Пензенского велосипедного завода имени Фрунзе.
Инициатор бригадного подряда на предприятии, рационализатор, наставник молодежи, подготовил около 30 слесарей-инструментальщиков, работал с личным клеймом.
За большой личный вклад в дело экономии сырьевых ресурсов и улучшения качества выпускаемой продукции был в составе коллектива удостоен Государственной премии СССР за выдающиеся достижения в труде 1983 года.
Лауреат премии ЗИФ (1991).
Жил в Пензе.

## Награды
- Орден Трудового Красного Знамени (1971)
- Орден Знак Почёта (1976)